# Аккуа
Аккуа — невелике містечко стародавньої Апулії, згадане лише Лівієм  як одне з місць, відібраних Квінтом Фабієм Максимом Веррукозом у карфагенян на п'ятому році Другої Пунічної війни, 214 р. до н. Скоріше за все, що це містечко було десь поблизу Луцерії, але його точне місце невідоме. Vibus Accuaeus, був родом з Аккуа; він очолював когорту пелінійських солдатів у римській армії в 212 році до нашої ери, під час Другої Пунічної війни, і воював з помітною хоробрістю. Невідомо, чи був Vibus було його власним іменем чи назвою роду.    